# Nuevo Comalapa
Nuevo Comalapa är en ort i Mexiko.   Den ligger i kommunen Frontera Comalapa och delstaten Chiapas, i den sydöstra delen av landet, 900 km sydost om huvudstaden Mexico City. Nuevo Comalapa ligger 664 meter över havet och antalet invånare är 338.
Terrängen runt Nuevo Comalapa är varierad. Runt Nuevo Comalapa är det ganska tätbefolkat, med 100 invånare per kvadratkilometer. Närmaste större samhälle är Frontera Comalapa, 2,6 km sydväst om Nuevo Comalapa. I omgivningarna runt Nuevo Comalapa växer huvudsakligen savannskog.